# Hogarth Press

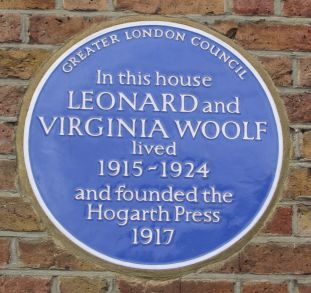
Een blue plaque herinnert aan de uitgeverij, die hier werd begonnen

Hogarth Press was een uitgeverij die in 1917 werd opgericht door Leonard en Virginia Woolf. De uitgeverij was genoemd naar hun huis, in Richmond, waar zij begonnen met de uitgaven van door henzelf met de hand gedrukte boeken. De uitgeverij groeide uit van een hobby tot een grote commerciële onderneming.
Aanvankelijk werd door de uitgeverij vooral werk van de Bloomsbury-groep uitgegeven. Daarnaast liep Hogarth voorop in het uitgeven van vertalingen van psychoanalytische teksten en vertalingen uit het Russisch. In 1938 verkocht Virginia haar aandeel in de uitgeverij aan de schrijver en dichter John Lehmann. In 1947 werd de uitgeverij overgenomen door Chatto and Windus (tegenwoordig een onderdeel van Random House).
Onder de later bekend geworden eerste drukken, is ook een uitgave van The Waste Land van T.S. Eliot, die door Hogarth Press in 1923 werd bezorgd.